# ليه روك
ليه روك (بالإنجليزية: Les Rock)‏ هو لاعب كرة قاعدة أمريكي، ولد في 19 أغسطس 1912 في سبرينغفيلد في الولايات المتحدة، وتوفي في 9 سبتمبر 1991 في دافيس في الولايات المتحدة.

## وصلات خارجية
- ليه روك على موقعبيزبول رفرنس.كوم (الدوري الرئيسي) (الإنجليزية)